# Convenio del Buen Vecino
El Convenio del Buen Vecino fue una iniciativa que firmaron sólo México y Estados Unidos el 17 de noviembre de 1941 donde el primero pagaría al segundo los daños generados por la revolución mexicana y la expropiación petrolera de 1938. 